# 아차산
아차산(峨嵯山)은 대한민국 서울특별시 광진구 및 중랑구와 경기도 구리시의 경계에 있는 한국의 화강암 산이다. 1973년 5월 25일 자연공원으로 지정되었다. 또한 아차산의 최고봉인 용마산(龍馬山)을 끼고 중턱에 용마폭포공원(龍馬瀑布公園)이 조성되어 있다. 그래서 아차산을 용마산과 분리해서 보기도 한다.

## 개요

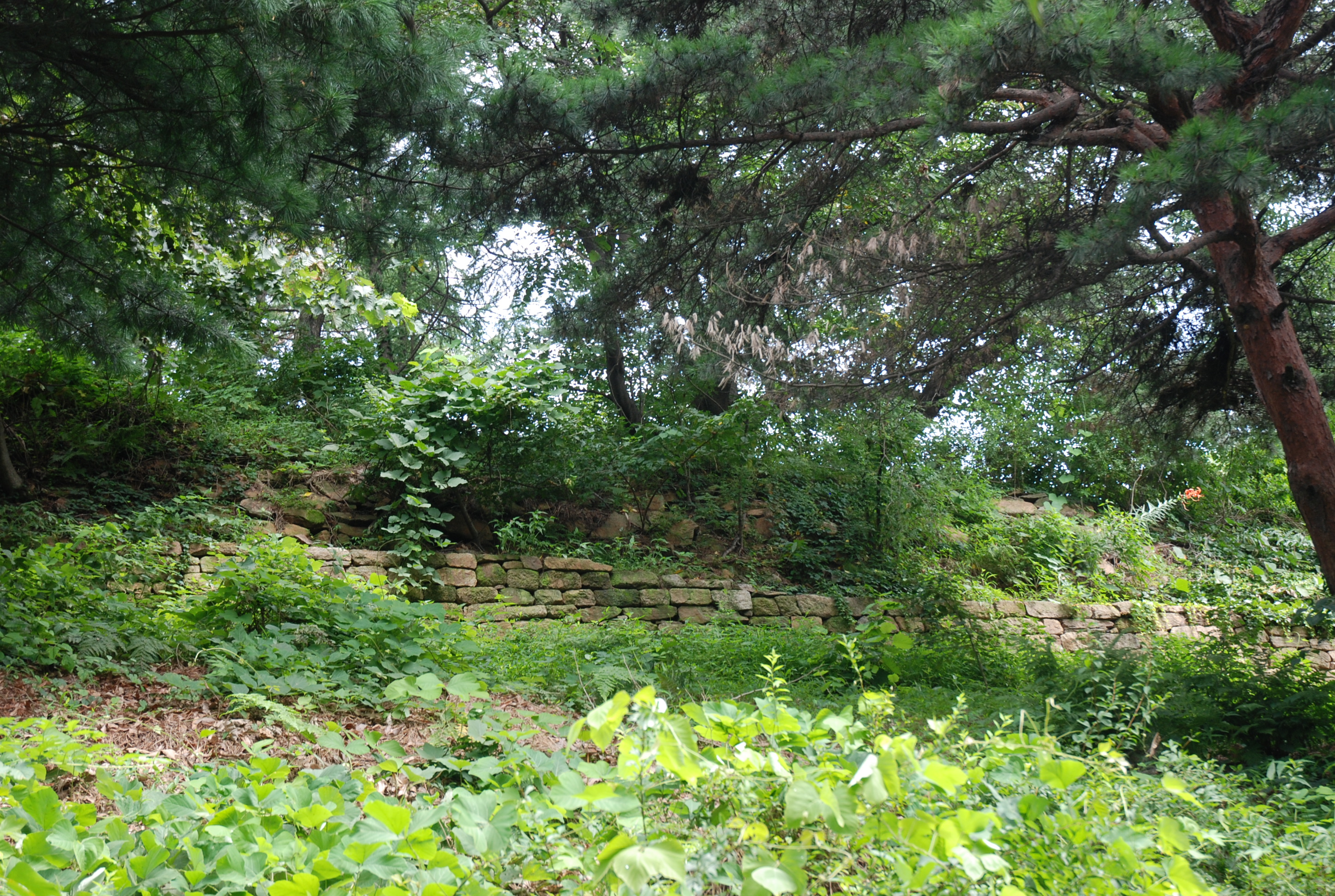
아차산성의 흔적

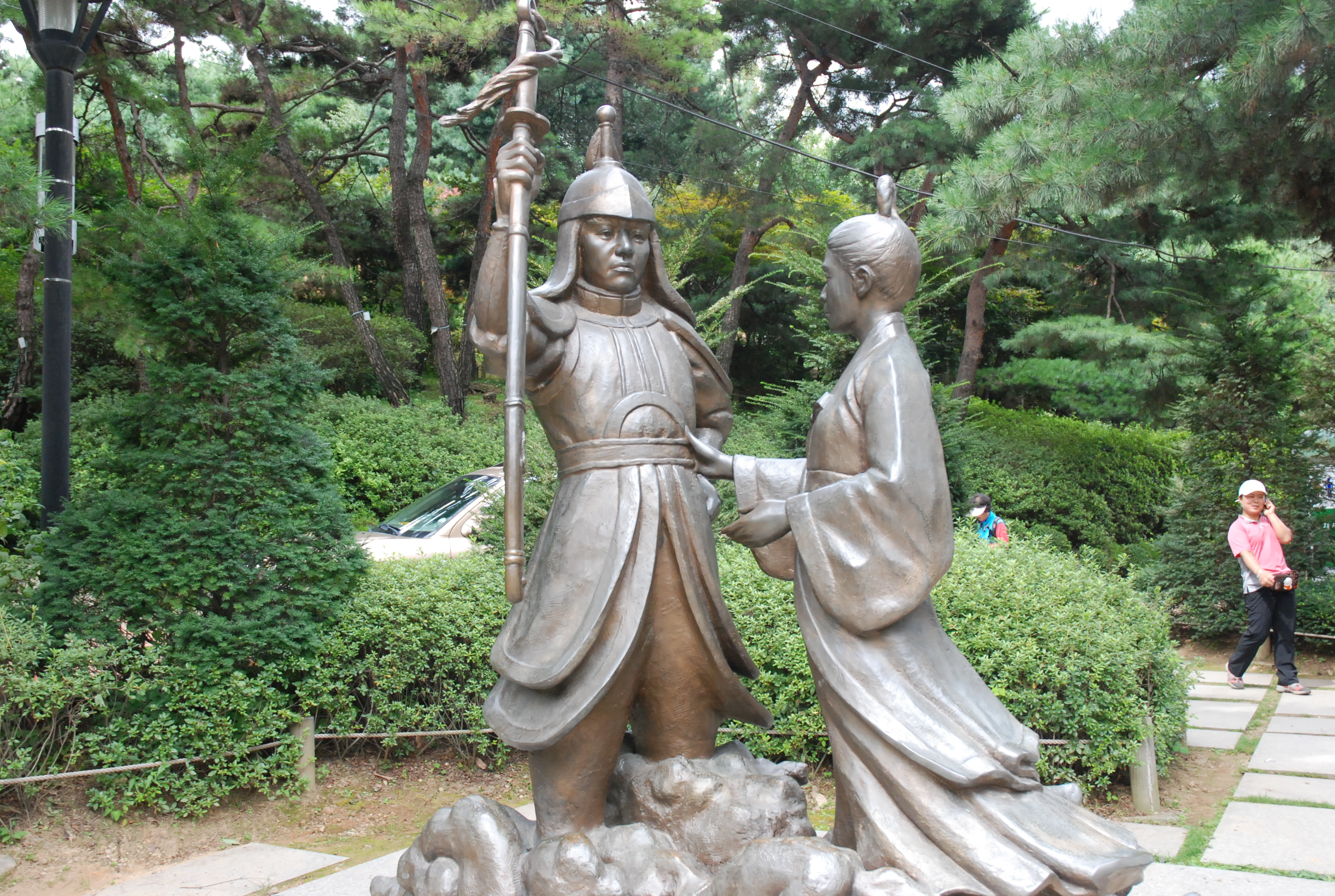
온달장군과 평강공주 조상

이 산에는 백제 시대에 건축된 아차산성이 있으며, 이 성은 현재 백제의 도성으로 많은 학자들이 추정하는 풍납토성과 마주보고 있다. 대성암 뒤에는 의상대사가 수련을 했던 곳으로 알려진 천연 암굴이 있어 눈길을 끈다. 이밖에 석곽분, 다비터, 봉수대, 강신샘 등이 있다.

## 아차산 의 역사
아차산은 조선 명종(明宗) 때 유명한 복술가(卜術家) 홍계관(洪繼寬)과 관련된 얘기로 전해오는 이야기가 많지만 당시 아차산, 용마산, 망우산, 구리지역의 봉화산  등을 ‘아차산’이라 하였다는데 삼국시대의 전략요충지로 고구려의 온달장군의 전설과 함께 ‘온달샘’이라 불리는 약수터와 온달이 가지고 놀았다는 지름 3m의 거대한 공기돌이 있다. 아차산의 최고봉, 용마산(혹은 용마봉)은 광진구 중곡동과 중랑구 면목동에 걸쳐 있고 예전에 용마(龍馬)의 전설과 아기장수 전설로 용마가 나왔다고 전하며 봉우리가 커서 대봉이라고도 한다.
아차산은 『삼국사기』에는 ‘아차(阿且)’와 ‘아단(阿旦)’ 등으로 『고려사』에 전하고 『세종실록지리지』에는 한자 표기가 변형되어 ‘아차(峨嵯)’로 기록되어 있다. 예전에는 남쪽으로 가는 산이라 하여 남행산(南行山)으로 하였고 산기슭 마을 사람들은 아끼산·아키산·에께산·엑끼산 등으로 『경기지』 양주 조에 지금의 영화사(永華寺)인 화양사(華陽寺)가 악계산(嶽溪山)에 있다고 하며 아차산의 서쪽 봉우리으로 알려져 있고 『광여도』 「양주목」과 『여지도』 「양주목」에는 아계산(峩溪山)으로 기록된 문헌이 전해진다.

## 지리
1950년대까지 한강변에서 가장 아름다운 명소로 이승만 대통령의 별장이 이곳에 있었고, 쉐라톤 워커힐이 이곳에 지어진 이유도 한강의 아름다운 경치 때문이었다. 호텔이 들어서면서 이 일대에는 고급주택가가 조성되었다.

## 등산길

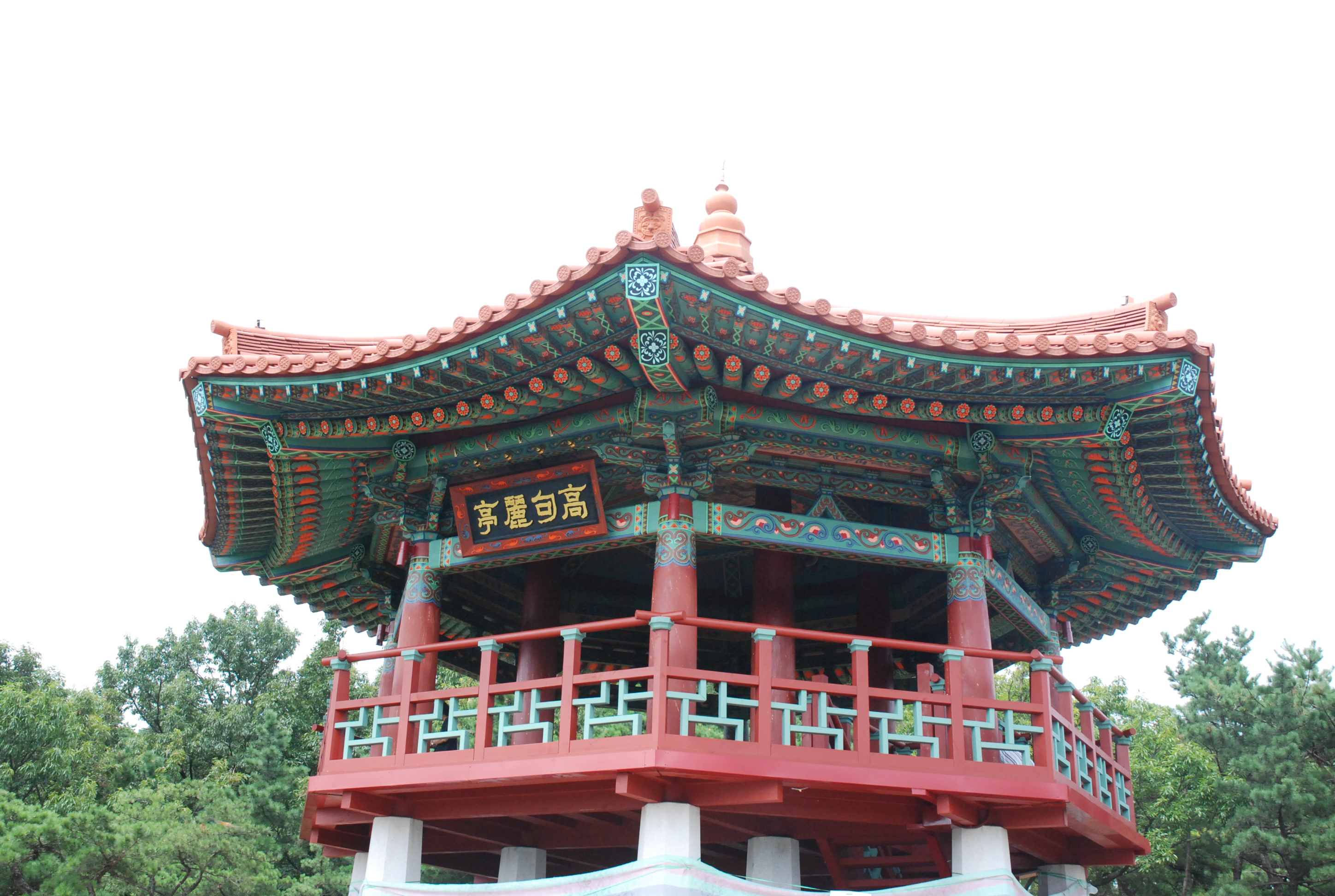
팔각정-고구려정

- 2시간 30분 코스: 만남의 광장 - 팔각정 - 정상 - 용마봉 - 대원외고
- 1시간 50분 코스: 만남의 광장 - 팔각정 - 정상 - 용마산 긴고랑 체육공원

## 볼 만한 곳
아차산성(阿嵯山城 / 阿且山城)은 사적 제234호로 지정된 문화재이다. 아차산은 해발 295.7m로 서울 광진구 광장동 한강 북쪽에 위치하고 있다. 백제가 광주에 도읍하였을 때 고구려의 침입을 물리치기 위하여 쌓은 큰 성이다.

### 아차산 생태공원

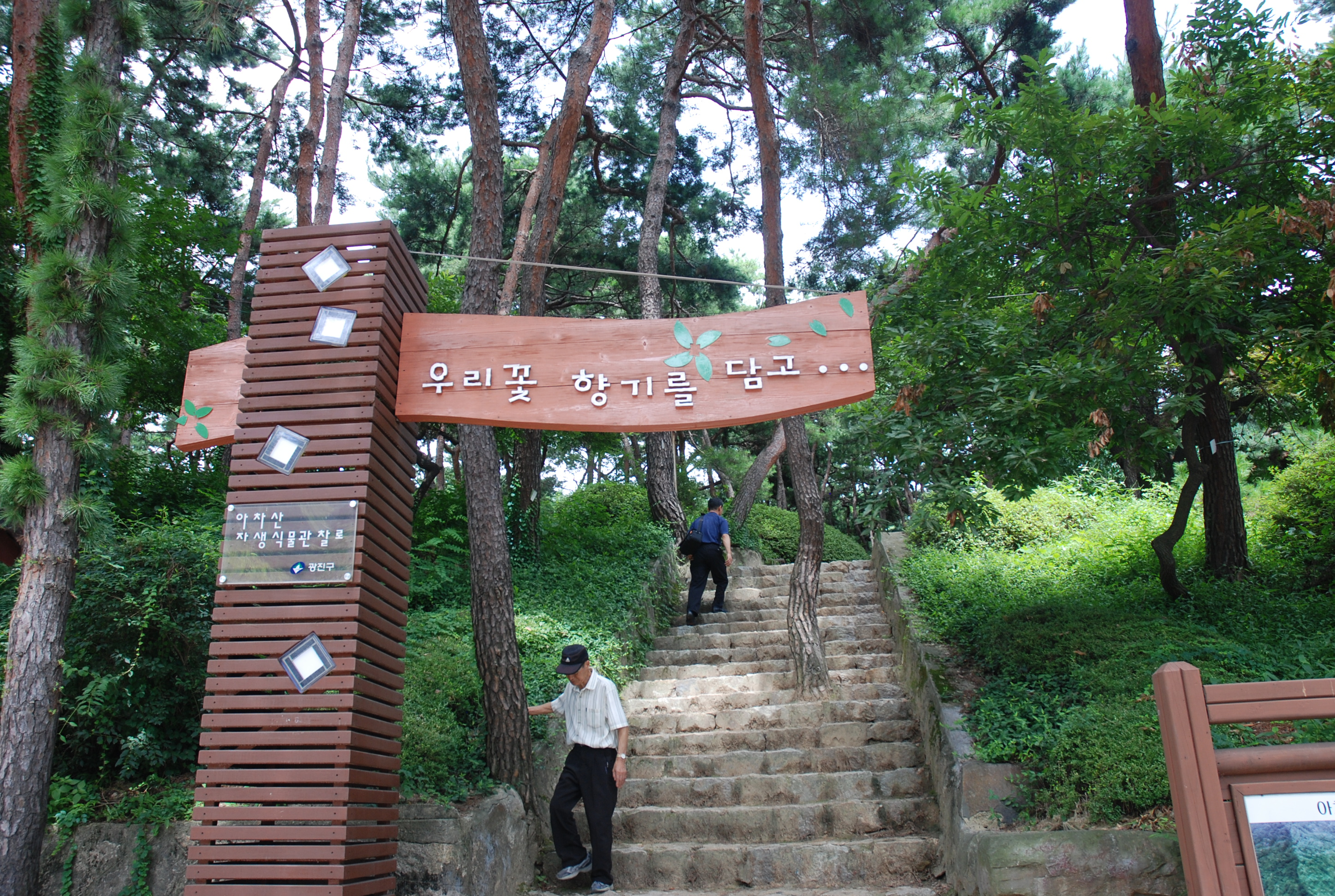
아차산 생태공원의 입구

아차산 생태공원은 2,307,345m²의 면적으로 조성된 자생식물원이다. 주차장과 바로 위쪽에 조성되어 있으며, 아차산 등산로와 함께 연결되어 있다.

### 긴고랑 체육공원
긴고랑 체육공원의 "긴고랑"은 용마봉에서 내려오는 골짜기가 길다하여 긴골, 진골이라 불리었다는 데서 이름이 유래되었으며, 아차산과 용마봉 사이의 계곡을 따라 내려오는 등산로 주변의 체육시설과 자연하천공원을 말한다.

### 소나무숲
아차산공원 소나무 숲은 용마도시자연공원내로 아차산 만남의 광장 위로 조성되어 있고 주등산로 우측 위쪽에 위치하고 있으며 주택가로부터 10분 정도 떨어져 있다.
소나무숲 주변에는 계절별로 피어나는 다양한 야생화가 식재되어 있어 사계절 내내 아름다운 숲으로 소나무숲 탐방로를 걸으며 삼림욕을 즐기고 이용객이 많지 않아 휴게데크에서 휴식을 취하고 조용히 사색을 즐기는 등 힐링 공간으로 손색이 없다.

## 교통
대중교통과 도보로 이동을 하려는 사람은 서울 지하철 5호선 광나루역과 아차산역에서 하차하여 광진03번 마을버스를 타야 한다. 자가용 승용차 운전자는 광장동 방면에서는 올림픽대교를 건너 광장 사거리에서 50m를 직진하면 워커힐 호텔 쪽으로 들어가는 골목으로 우회전하여 직진한다. 200m를 가면 워커힐 호텔과 아차산으로 갈라지는 길이 나온다. 주차장은 아차산 생태공원 바로 아래 쪽에 있으며, 그곳에서 생태공원과 함께 아차산성과 고구려정을 둘러볼 수 있다.
또는 서울지하철 7호선을 이용해서 용마산역에서 하차한 뒤 도보로 걸어서 이동하면 된다.

## 갤러리

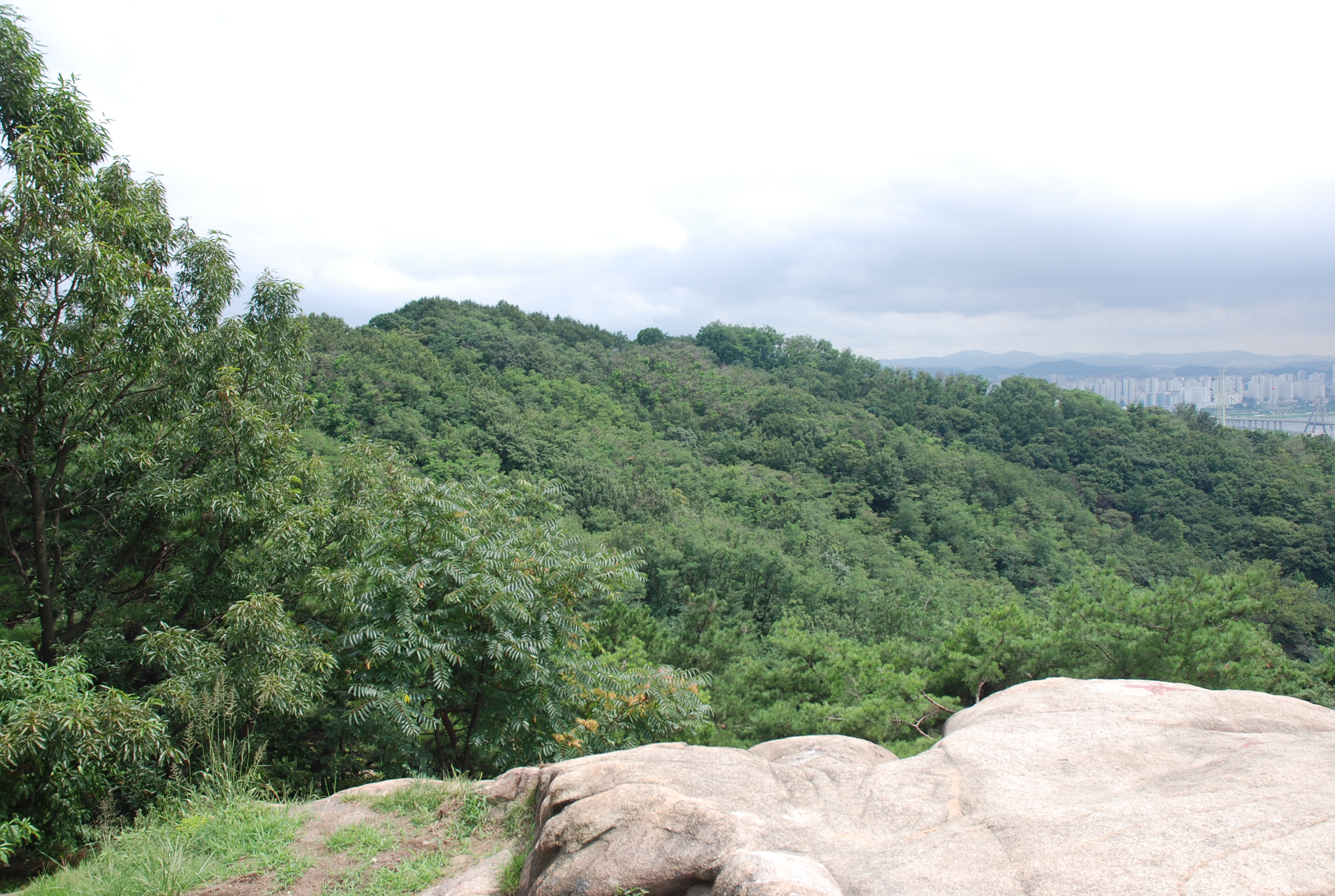
팔각정에서 본 아차산
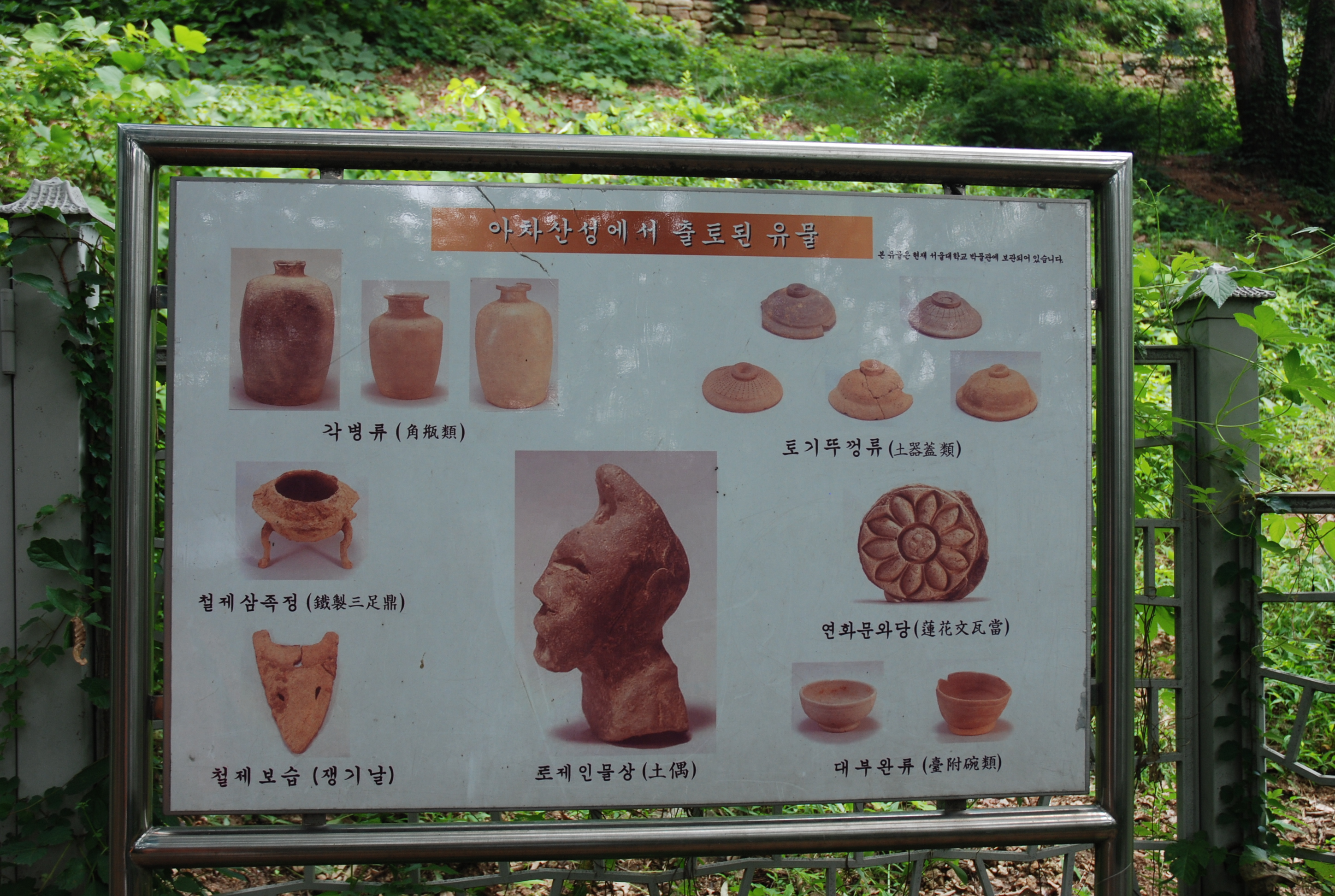
아차산성에서 발굴된 유물
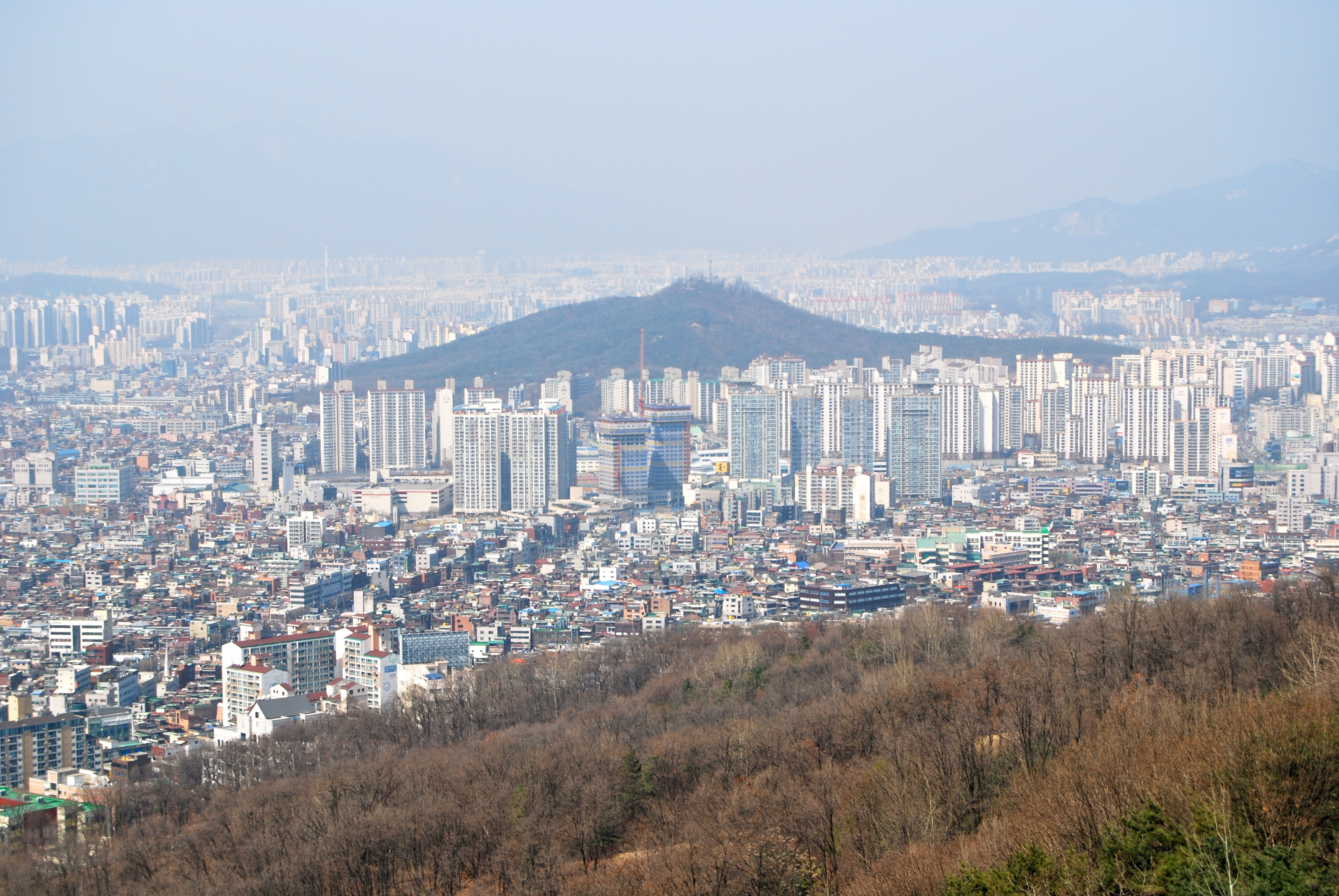
아차산에서 바라본 서울 동부권의 모습

## 같이 보기
- 구리 아차산 삼층석탑
- 아차산 일대 보루군
- 한국의 산
- 서울의 산 목록
- 서울특별시의 지질